# Rynardt van Rensburg
Rynardt van Rensburg (* 23. März 1992 in Kroonstad) ist ein ehemaliger südafrikanischer Mittelstreckenläufer, der sich auf den 800-Meter-Lauf spezialisiert hat.

## Sportliche Laufbahn
Erste Erfahrungen bei internationalen Meisterschaften sammelte Rynardt van Rensburg im Jahr 2011, als er bei den Juniorenafrikameisterschaften in Gaborone mit 1:52,88 min im Vorlauf über 800 Meter ausschied. Im Jahr darauf schied er bei den Afrikameisterschaften in Porto-Novo mit 1:50,12 min in der Vorrunde aus und 2013 belegte er bei der Sommer-Universiade in Kasan in 1:47,70 min den sechsten Platz. 2015 gewann er bei den Studentenweltspielen in Gwangju in 1:49,30 min die Bronzemedaille hinter dem US-Amerikaner Shaquille Walker und Abdelati el-Guesse aus Marokko. Anschließend schied er bei den Weltmeisterschaften in Peking mit 1:48,61 min in der ersten Runde aus. Im Jahr darauf gewann er bei den Afrikameisterschaften in Durban in 1:46,15 min die Bronzemedaille hinter dem Botswaner Nijel Amos und seinem Landsmann Jacob Rozani, ehe er bei den Olympischen Sommerspielen in Rio de Janeiro mit 1:45,33 min im Halbfinale ausschied. 2017 belegte er bei der Sommer-Universiade in Taipeh in 1:49,70 min den achten Platz und 2020 beendete er seine aktive sportliche Karriere im Alter von 28 Jahren.
2017 wurde van Rensburg südafrikanischer Meister im 800-Meter-Lauf.

## Persönliche Bestzeiten
- 800 Meter: 1:45,15 min, 3. Juni 2018 in Hengelo